# 後藤友香
後藤 友香（ごとう ゆか、1978年 - ）は、日本の漫画家・画家。東京生まれ。武蔵野美術大学油絵科卒業。

## 経歴
2001年「マンホールの謎」で第3回アックスマンガ新人賞 南伸坊賞受賞。
2002年、第125回ザ・チョイス入選。個展多数、ロックバンドのPVアニメーションやミュージアムショップのグッズを手掛けるなど、アート方面でも活躍する。
シャッター画制作や日米ヘタうま＆アンダーグラウンド・サミット展、コロンビアコーヒー バカップ展、Cow Parade プロジェクトなど、多数のプロジェクトにも参加、出品している。
2006年、ダブルオー・テレサのアルバムジャケット画 、プロモーションビデオのアニメーション画を手掛け、翌年podoのプロモーションビデオ・アニメーション画を制作した。
2007年には、アーティスト河合美咲と共にZINEをニューヨークで制作・発表している。
2012年、武蔵野美術大学油絵科主催による後藤友香展が開催された。

## 単行本
- 「正義隊」1〜4巻（青林工藝舎）

1. 『正義隊』2005年5月 ISBN 978-4883791866
2. 『正義隊2 悪の野望篇』2007年8月 ISBN 978-4883792474
3. 『正義隊3 正義革命篇』2010年6月 ISBN 978-4883793167
4. 『正義隊4 完結篇-未来への脱出』2011年9月 ISBN 978-4883793495

- 『鉄道画集』（よるひるプロ 2008年11月）ISBN 978-4903108063
- 『コレクションさん』（青林工藝舎 2013年6月）小説家の古川日出男と共著の絵本 ISBN 978-4883793815

## 雑誌特集
「アックス」 第83号 特集:後藤友香 『正義隊4完結篇ー未来への脱出』発売&新連載 （青林工藝舎 2011年10月）ISBN 978-4883793525